# Пребореальный период
| Эпоха                                          | Климатическая стадия                           | Подстадия                                      | Начало (примерно), лет назад                   | Ярус (век) по IUGS (декабрь 2024) |
| ---------------------------------------------- | ---------------------------------------------- | ---------------------------------------------- | ---------------------------------------------- | --------------------------------- |
| Голоцен                                        | Субатлантик                                    | Похолодание                                    | 800                                            | Мегхалайский                      |
| Голоцен                                        | Субатлантик                                    | Потепление                                     | 1800                                           | Мегхалайский                      |
| Голоцен                                        | Субатлантик                                    | Похолодание                                    | 2600                                           | Мегхалайский                      |
| Голоцен                                        | Суббореал                                      | Похолодание                                    | 3200                                           | Мегхалайский                      |
| Голоцен                                        | Суббореал                                      | Потепление                                     | 4200                                           | Мегхалайский                      |
| Голоцен                                        | Суббореал                                      | Похолодание                                    | 5700                                           | Северогриппианский                |
| Голоцен                                        | Атлантик                                       | Потепление                                     | ~6000                                          | Северогриппианский                |
| Голоцен                                        | Атлантик                                       | Похолодание                                    | ~7000                                          | Северогриппианский                |
| Голоцен                                        | Атлантик                                       | Потепление                                     | 7800                                           | Северогриппианский                |
| Голоцен                                        | Бореал                                         | Похолодание                                    | 8200                                           | Северогриппианский                |
| Голоцен                                        | Бореал                                         | Потепление                                     | 10500                                          | Гренландский                      |
| Голоцен                                        | Пребореал                                      | Похолодание                                    | ~11000                                         | Гренландский                      |
| Голоцен                                        | Пребореал                                      | Потепление                                     | 11700                                          | Гренландский                      |
| Плейстоцен                                     |                                                |                                                |                                                |                                   |
| Поздний дриас                                  | Похолодание                                    | 12900                                          | Верхний                                        |                                   |
| Только для Северной Европы. Калиброванные даты | Только для Северной Европы. Калиброванные даты | Только для Северной Европы. Калиброванные даты | Только для Северной Европы. Калиброванные даты | п о р                             |

Пребореа́льный пери́од (пребореа́л) — климатический период, самый ранний из этапов голоцена. Начался непосредственно после окончания последней ледниковой эпохи. Последовал за поздним дриасом плейстоцена и сменился бореальным периодом. Продолжался около тысячи лет, примерно с 11 700 до 10 640 гг. до настоящего времени, что соответствует 9610—8690 гг. до н. э.

## Климатическая характеристика
Пребореальный период пришёл на смену позднему дриасу (10 850—9610 гг. до н. э.), когда Европа была покрыта тундрой, а древесная растительность отсутствовала. В начале пребореального периода среднегодичная температура в Северном полушарии стала быстро расти: в течение всего 20—40 лет она повысилась на 6 градусов Цельсия, резкие температурные всплески, часто происходившие в конце вислинского оледенения, известны в климатологии под названием осцилляции Дансгора — Эшгера. При этом лето было в среднем холоднее нынешнего, а зима очень холодной.

## Флора
Берёза, сосна и лещина распространились из южных убежищ (таких, как Верхнерейнская равнина, долина Роны, средняя часть Дуная) на север. Быстрое распространение лещины сопровождается миграцией на север людей. В Европе начинается эпоха мезолита.

## Морская география
На месте Балтийского моря в пребореальный период существовало Иольдиевое море.

## Окончание
За пребореальным периодом последовал бореальный, когда произошло распространение в Центральной Европе смешанных лесов, где преобладали такие деревья, как дуб, вяз, липа и ясень.